# François l’Olonnais
François l’Olonnais (właściwie Jean-David Nau; ur. ok. 1630 w Les Sables-d’Olonne, zm. 1669) – francuski bukanier, jeden z najsławniejszych piratów karaibskich.

## Życiorys
Pochodzący z Les Sables-d’Olonne (stąd przydomek l’Olonnais) przybył do Ameryki jako pracownik najemny Francuskiej Kompanii Zachodnioindyjskiej. Zarówno Francuzi, jak i Anglicy praktykowali wówczas system półniewolniczej pracy ubogich emigrantów, którzy w zamian za przewiezienie do kolonii amerykańskich, byli zobowiązani odpracować kilka lat w posiadłościach kompanii. François l’Olonnais pracował przez trzy lata jako sługa francuskiego gubernatora Tortugi.
Gdy skończył się czas kontraktu, pracownicy tacy otrzymywali minimalne środki, wystarczające do przeżycia i mieli sobie radzić jako samodzielni osadnicy. Dotychczasowy pan l’Olonnais docenił odwagę byłego sługi, i dał mu do dyspozycji statek z załogą; niestety pierwsza wyprawa podjęta przez l’Olonnais omal nie skończyła się dla niego fatalnie: rozbiwszy się na brzegach Jukatanu, stracił całą niemal załogę (wybitą przez Hiszpanów); sam l’Olonnais przeżył, skutecznie udając trupa. W nocy zakradł się do Campeche i namówiwszy do współpracy kilku czarnych niewolników, odpłynął skradzioną przez nich łodzią. Z tą załogą dotarł z powrotem do Tortugi, przebywszy ponad 2000 km.
W kwietniu 1666 l’Olonnais, zebrawszy 660 ludzi na ośmiu statkach, wyruszył przeciw Maracaibo. Wpierw zasadził się koło cieśniny Mona, gdzie w lecie przechwycił szesnastodziałowy hiszpański galeon z bogatym ładunkiem kakao; odesławszy go do Tortugi, czatował dalej i zdobył kolejny, uzbrojony w 8 armat, statek wiozący żołd dla hiszpańskich żołnierzy. Po powrocie pierwszej jednostki l’Olonnais wyruszył z całą flotyllą przeciw Maracaibo i jesienią przybył pod miasto. Dzięki zaskoczeniu, po trzech godzinach walki, wziął szturmem fort broniący dostępu do laguny (była to stosunkowo słaba fortyfikacja ziemna, uzbrojona w 16 dział). Dwa dni później piraci przybyli do miasta; czas ten wystarczył na ucieczkę części mieszkańców miasta, na których piraci przez następne dni polowali w okolicznych lasach, a schwytanych torturowali tak długo, aż ci przyznali, gdzie ukryli swoje kosztowności. Po dwutygodniowej okupacji Maracaibo, bukanierzy przepłynęli przez jezioro i uderzyli na miasto Gibraltar. Mimo zaciekłej obrony (straty po stronie piratów wyniosły 40 zabitych i 30 rannych), zdobyli je i wymusili wysoki okup groźbą spalenia obydwu miast; łącznie zrabowali ok. 260 tys. pesos, z którymi wrócili na Île-à-Vache. Następnie l’Olonnais popłynął na Jamajkę, gdzie sprzedał 12-działową, 80-tonową brygantynę Roche Braziliano, i wreszcie triumfalnie wrócił na Tortugę.
Według Alexandre Exquemelina zebrał następnie niewielką grupę ludzi, z którymi napadł na niewielką, ale zamożną wioskę na Kubie. Atak ten nie przyniósł oczekiwanych zysków, na domiar złego Hiszpanie wysłali przeciw niemu silny okręt. Choć piratów było dwudziestu, a Hiszpanów 90, atakując z zaskoczenia o świcie, ludzie l’Olonnais zdobyli hiszpańską jednostkę i wymordowali załogę; na statku tym l’Olonnais odbył następnie kilka zyskownych rejsów kupieckich. Według Davida Marleya wioską tą miało być Juan de los Remedios, a wydarzenie miało mieć miejsce w sierpniu 1667.
W 1668 l’Olonnais zgromadził 700 bukanierów, duży okręt zdobyty w Maracaibo i pięć mniejszych jednostek z zamiarem zdobycia Granady; po drodze jednak napotkał sztil i zdryfował wzdłuż wybrzeży Hondurasu. Przez długi czas piraci nie mogli znaleźć żadnej zdobyczy; wreszcie, wobec braku żywności, zdecydowali się napaść na miasto Puerto de Caballos. Oprócz zajęcia miasta, wzięli tam statek z 24 większymi działami i 16 małymi falkonetami. Atak się powiódł, więc postanowili zdobyć większe i bogatsze San Pedro Sula. Marsz w głąb lądu został przerwany po skutecznie odpartej hiszpańskiej zasadzce. François l’Olonnais wziął jeńców na tortury: jednemu miał wyrwać serce, wgryźć się w nie zębami i grozić, że wszystkich tak potraktuje; wyjawili mu więc informacje o alternatywnej drodze do miasta, ale okazała się zbyt trudna. Piracka ekspedycja dotarła więc do miasta głównym szlakiem. Początkowy szturm został odparty, ale ostatecznie mieszkańcy zawarli z piratami umowę, na mocy której opuścili miasto, wydając je napastnikom, którzy złupili i spalili je do gruntu.
Powróciwszy do portu l’Olonnais dowiedział się, że wkrótce przypłynąć ma duży hiszpański galeon, minęły jednak trzy miesiące, zanim rozstawione pikiety zaalarmowały o jego przybyciu. Jednostka była silnie uzbrojona (42 działa) i odparła pierwszy atak piratów, którzy w końcu zdobyli ją abordażem; galeon został jednak już wcześniej rozładowany, więc skromny łup mocno ich rozczarował. Naua opuścili jego główni sprzymierzeńcy, Van Klijn i Pierre le Picard, na domiar złego zdobyty galeon miał kiepskie właściwości żeglugowe i rozbił się wśród Wysp Perłowych na wschód od Cabo Gracias a Dios. Przez pół roku piraci mieszkali na brzegu, uprawiając ziemię i budując szalupę z resztek statku. Na jednostce tej l’Olonnais wyprawił się, by zdobyć więcej łodzi, został jednak odparty przez Hiszpanów. Poszukując innych łodzi, dopłynął aż do zatoki Darién, gdzie jego grupa została wymordowana przez miejscowych Indian.
François l’Olonnais miał używać bandery wyobrażającej kościotrupa podającego klepsydrę piratowi.